# Église Saint-Georges de Pozzomaggiore
 (janvier 2024).
Pour les articles homonymes, voir Église Saint-Georges.
L'église Saint-Georges est un édifice religieux catholique situé à Pozzomaggiore (Sardaigne), en Italie.

## Situation et accès
L'église se situe en centre-ville de Pozzomaggiore, on peut y acceder par la rue Guglielmo Marconi